# Trichacanthocinus rondoni
Trichacanthocinus rondoni là một loài bọ cánh cứng trong họ Cerambycidae.